# Leicester City FC
Leicester City FC (uttalat /ˈlɛstə ˈsɪti/) är en engelsk professionell fotbollsklubb i Leicester, grundad 1884. The Foxes, som klubben kallas, spelar sedan 2002 sina hemmamatcher på King Power Stadium (före detta Walkers Stadium). Klubben spelar sedan säsongen 2025/26 i den engelska andradivisionen, EFL Championship. Laget vann sin första Premier League-titel 2015/16.
Klubben har bara en gång spelat i den engelska tredjedivisionen (2008/09), annars har laget spelat antingen i den första eller den andra divisionen. De främsta meriterna är en Premier League-titel, tre vinster i Ligacupen och en FA-cupvinst.

## Historia

Klubbens ligaplaceringar från och med 1894.

Klubben bildades 1884 som Leicester Fosse FC eftersom laget spelade på en plan vid Fosse Road. Före flytten till Filbert Street 1891 spelade laget på fem olika planer. Klubben gick med i engelska fotbollsförbundet 1890, och 1894 blev klubben invald i division två av The Football League. Den första ligamatchen var en 4–3-förlust mot Grimsby, men en vecka senare vann laget sin första ligamatch mot Rotherham hemma på Filbert Street. 1908 kom Leicester på andra plats i division två och blev uppflyttade till division ett för första gången, men åkte dock ner i division två igen redan efter en säsong.
1919 upphörde Leicester Fosse att existera på grund av ekonomiska problem, och klubben ombildades som Leicester City FC. 1928/29 blev laget tvåa i ligan och man förlorade FA-cupfinalerna 1949, 1961, 1963 och 1969. Klubbens största framgångar har kommit i Ligacupen som man vunnit 1964, 1997 och 2000 och kommit tvåa 1965 och 1999.
Inför säsongen 2002/03 lämnade klubben Filbert Street och flyttade in i nybyggda Walkers Stadium. Säsongen innan hade laget åkt ur Premier League och på grund av uteblivna inkomster samt kostnaderna för att bygga den nya arenan hade klubben skulder på 30 miljoner pund. Trots detta kom Leicester på andra plats i division ett och gick åter upp i Premier League. Leicester åkte ur Premier League igen och säsongen 2004/05 kom klubben på femtonde plats i Football League Championship (tidigare division ett).
13 februari 2007 köpte den amerikansk-serbiske affärsmannen Milan Mandarić klubben för motsvarande £25 miljoner. Mandarić sade direkt efter att hans bud blev accepterat, och han därmed blev den nye ägaren av Leicester City, att han "satsar på att ta City upp till Premier League inom tre år och allt annat vore ett misslyckande". Säsongen 2007/08 åkte Leicester dock ur näst högsta ligan för första gången i klubbens historia. Sejouren i League One blev dock bara ettårig och klubben avancerade omgående tillbaka till The Championship.
I augusti 2010 köptes klubben av konsortiet Asia Football Investments, som bestod av Leicesters dåvarande ägare Milan Mandarić, det thailändska företaget King Power (lett av affärsmannen Vichai Srivaddhanaprabha) och en tredje okänd part. King Power är majoritetsägaren.
Efter bara tre månader som tränare fick portugisen Paulo Sousa sparken som tränare. Den 3 oktober 2010 tog den svenske tränaren Sven-Göran Eriksson över tjänsten. I ett pressmeddelande den 24 oktober 2011 annonserade klubben en gemensam överenskommelse om att Sven-Göran Eriksson slutar ”med omedelbar verkan”. Den 16 november 2011 tillkännagavs det att Nigel Pearson åter skulle ta över som tränare för Leicester City. Säsongen 2013/14 lyckades klubben åter säkra avancemang till den engelska högstadivisionen Premier League. 

### Säsongen 2015/16: Premier League-mästare
Inför säsongen 2015/16 utnämndes Claudio Ranieri till ny huvudtränare för klubben som inför säsongen tippades hålla till på tabellens undre halva. Klubben gjorde en överraskande stark start på säsongen. Anfallaren Jamie Vardy blev under säsongen den första spelaren i Premier League som gjort mål 11 matcher i rad och flera andra stjärnor fick sina stora genombrott under säsongen. Riyad Mahrez, som blev utsedd till Premier Leagues bästa spelare denna säsong, N'Golo Kanté, som året efter fick denna utmärkelse som Chelseaspelare, och Kasper Schmeichel är några av de främsta. Den 25 december nådde Leicester första plats i tabellen.
Den 2 maj 2016 tog Leicester hem sin första Premier League-titel efter att Tottenham spelade oavgjort i en avgörande match mot Chelsea. Före säsongsstarten var oddsen för att Leicester skulle ta hem titeln 5 000 mot 1. Leicesters vinst har därmed beskrivits som ''en av de mest osannolika triumferna i lagsportens historia''.
I ett uttalande den 23 februari 2017 meddelade klubben att Claudio Ranieri skulle lämna rollen som tränare. Han ersattes av andretränaren Craig Shakespeare, som dock i sin tur sparkades i oktober 2017, då Claude Puel tog över som tränare.

## Klubbledning
| Namn                                                                                        | Jobb            |
| ------------------------------------------------------------------------------------------- | --------------- |
| Asia Football Investments                                                                   | Ägare           |
| Aiyawatt Srivaddhanaprabha                                                                  | Ordförande      |
| Apichet Srivaddhanaprabha                                                                   | Vice ordförande |
| Liu Shilai                                                                                  | Vice ordförande |
| Susan Whelan                                                                                | Vd              |
| Simon Capper                                                                                | Ekonomichef     |
| Andrew Neville                                                                              | Sportchef       |
| Aiyawatt Srivaddhanaprabha Apichet Srivaddhanaprabha Liu Shilai Andrew Neville Susan Whelan | Styrelse        |

Leicester ägs till 100 procent av konsortiet Asia Football Investments. Konsortiet består av det thailändska företaget King Power, som i sin tur ägs av affärsmannen Vichai Srivaddhanaprabha. Dock är hans son Aiyawatt Srivaddhanaprabha ordförande i AFI. Srivaddhanaprabha omkom i en helikopterkrasch utanför hemmaarenan den 27 oktober 2018, där fyra andra personer också omkom.

## Matchtröjor och sponsorer
Leicester har nästan alltid burit blåa och vita matchtröjor. Sedan 1948 har alltid emblemet på tröjan haft en räv på. Anledningen är att området kring Leicester är känt för sin rävjakt. Leicesters maskot Filbert Fox föreställer en räv och vid matchstart blåses det i en traditionell trumpet som markerar starten på en jakt.

### Tröjmakare
- 1976–1979: Admiral
- 1979–1983: Umbro
- 1983–1988: Admiral
- 1988–1990: Scoreline
- 1990–1992: Bukta
- 1992–2000: Fox Leisure
- 2000–2005: Le Coq Sportif
- 2005–2007: JJB Sports
- 2007–2009: Jako
- 2009–2010: Joma
- 2010–2012: Burrda
- 2012–2018: Puma
- 2018–: Adidas

### Huvudsponsorer
- 1983–1986: Ind Coope
- 1986–1987: Star Brewery
- 1987–2001: Walkers
- 2001–2003: LG
- 2003–2007: Alliance & Leicester
- 2007–2009: Topps Tiles
- 2009–2010: Ingen (Jubileumskit, Leicester 125 år)
- 2010–2020: King Power
- 2020–2021: Tourism Authority of Thailand
- 2021–: FBS

## Arenor
Under de första åren av Leicester Fosses historia spelade klubben i diverse parker och idrottsplatser. Men sedan de blivit medlemmar i det engelska fotbollsförbundet köpte man mark vid Filbert Street i Leicester. År 1891 stod arenan The City Business Stadium - eller i folkmun Filbert Street - klar. När Leicester Fosse upphörde tog den nya klubben Leicester City över arenan. År 1927 ritade den berömda arkitekten Archibald Leitch en ny läktare. Läktaren var mycket modern för tiden då den hade "två våningar", vilket gjorde att den fick namnet Double Decker Stand. Under andra världskriget förstördes stora delar huvudläktaren av tyska bombflyg. Arenan råkade även ut för en omfattande brand 1949. Större renoveringsarbeten togs i kraft efter händelserna ovan. Huvudläktaren byggdes om och kapaciteten var nu 42 000. På 1990-talet användes arenan fortfarande. Den dåvarande tränaren Martin O'Neill skämtade om att han inte vågade visa vissa delar av arenan för de nyförvärv som klubben var på väg att göra. 1998 togs beslutet om att en ny och modernare arena skulle byggas.
Tidigare hade planer på en arena med 40 000 platser tagits fram men så många platser ansågs inte klubben behöva. 2001 accepterades planer att en ny arena på 32 500 platser skulle byggas ungefär 200 meter från Filbert Street. Året senare började bygget på en ny arena vid floden Soar i den södra delen av staden. Klubben höll en tävling där ett namn för arenan vaskas fram. Sedan tidigare presenterades chipsföretaget Walkers som klubbens och arenans sponsor. Många förslag hittades på; vissa förslag som Walkers Bowl ansågs för amerikanskt. Till slut bestämde man sig för namnet Walkers Stadium. I slutet av juli 2002 öppnades Walkers Stadium. Den första matchen som spelades var mot den spanska klubben Athletic Bilbao, som slutade 1–1. Sommaren 2003 revs Filbert Street efter att ha funnits i 111 år.
Flest antal åskådare i en match hade Leicester mot Tottenham Hotspur (1928), då 47 298 åskådare såg en FA-cup-matchen mellan lagen. Flest antal åskådare i ligan sattes år 1954 då Leicester mötte Arsenal (1954), då 42 486 såg matchen. Rekordet på Walkers Stadium sattes år 2015 då Sunderland gästade, med 32 242 åskådare.
I samband med ägarbytet bytte arenan 2011 namn till King Power Stadium.
|  |  |  |

## Rivaler
Eftersom Leicester City är det enda professionella laget i Leicestershire, finns deras största rivaler utanför grevskapet. Dessa tre lag nedan är Leicesters största rivaler:
- Derby County
- Nottingham Forest
- Coventry City

Derby County och Nottingham Forest ligger i samma region som Leicester, East Midlands. Den tredje rivalen, Coventry City, ligger i grannregionen West Midlands. Matcher mellan Leicester och Coventry har fått namnet The M69 derby på grund av motorvägen med samma namn som löper mellan städerna. 
Traditionellt sett ses Nottingham Forest som Leicesters största rival men på senare år har The M69 derby blivit en mer känsloladdad match. Enligt en undersökning gjord av den engelska hemsidan Football Pools så är The M69 derby Storbritanniens 26:e mest känsloladdade derby.

## Meriter
- Premier League
  - Mästare: 2015/2016
- The Championship
  - Mästare: 2013/2014
- Division 1
  - Andra plats: 1928/29

- Division 2
  - Mästare: 1924/25, 1936/37, 1953/54, 1956/57, 1970/71, 1979/80
  - Andra plats: 1907/08, 2002/03
  - Kvalvinnare: 1993/94, 1995/96

- Division 3
  - Mästare: 2008/09

- FA-cupen
  - Vinnare: 2020/2021
  - Finalister: 1948/49, 1960/61, 1962/63, 1968/69

- Engelska Ligacupen
  - Vinnare: 1963/64, 1996/97, 1999/2000
  - Finalister: 1964/65, 1998/99

- FA Charity Shield/FA Community Shield
  - Vinnare: 1971, 2021

## Säsonger
Leicester kallas ibland för en jojoklubb, på grund av att klubben ständigt flyttar mellan division 1 och 2. Sedan klubben valdes in i det engelska ligasystemet har klubben bara en gång spelat utanför de första två divisionerna; detta skedde under mellan år 2008 och 2009 då klubben spelade en säsong i League One (division 3). 
| - 1894–1908 Division 2 (D2) - 1908–1909 Division 1 (D1) - 1909–1925 Division 2 (D2) - 1925–1935 Division 1 (D1) - 1935–1937 Division 2 (D2) - 1937–1939 Division 1 (D1) | - 1946–1954 Division 2 (D2) - 1954–1955 Division 1 (D1) - 1955–1957 Division 2 (D2) - 1957–1969 Division 1 (D1) - 1969–1971 Division 2 (D2) - 1971–1978 Division 1 (D1) | - 1978–1980 Division 2 (D2) - 1980–1981 Division 1 (D1) - 1981–1983 Division 2 (D2) - 1983–1987 Division 1 (D1) - 1987–1992 Division 2 (D2) - 1992–1994 Division 1 (D1) | - 1994–1995 Premier League (D1) - 1995–1996 The Championship (D2) - 1996–2002 Premier League (D1) - 2002–2003 The Championship (D2) - 2003–2004 Premier League (D1) - 2004–2008 The Championship (D2) | - 2008–2009 League One (D3) - 2009–2014 The Championship (D2) - 2014–2023 Premier League (D1) - 2023– The Championship (D2) - 2024– Premier League (D1) |

(D1 = nivå 1 i ligasystemet, D2 = nivå 2 i ligasystemet, D3 = nivå 3 i ligasystemet)

## Rekord
| Plats | Namn              | Position             | År i klubben | Antal matcher |
| ----- | ----------------- | -------------------- | ------------ | ------------- |
| 1.    | Graham Cross      | Försvarare           | 1961–1975    | 600           |
| 2.    | Adam Black        | Försvarare           | 1920–1935    | 557           |
| 3.    | Kasper Schmeichel | Målvakt              | 2011–2022    | 479           |
| 4=.   | Hugh Adcock       | Forward              | 1923–1935    | 460           |
| 4=.   | Mark Wallington   | Målvakt              | 1972–1985    | 460           |
| 6.    | Steve Walsh       | Försvarare/anfallare | 1986–2000    | 449           |
| 7.    | Arthur Chandler   | Anfallare            | 1923–1935    | 419           |
| 8.    | John Sjoberg      | Försvarare           | 1958–1973    | 414           |
| 9.    | Mal Griffths      | Forward              | 1938–1956    | 409           |
| 10.   | Jamie Vardy       | Anfallare            | 2012–        | 401           |

- Längst karriär i klubben – Sep Smith, 19 år 249 dagar (1929–1949)
- Äldsta a-lagsspelare i en match – Joe Calvert (40 år 313 dagar), mot Southampton 1947
- Yngsta a-lagsspelare i en match – Ashley Chambers (15 år 203 dagar), mot Blackpool 2005

| Pl. | Namn              | Position  | År i klubben | Antal matcher | Antal mål |
| --- | ----------------- | --------- | ------------ | ------------- | --------- |
| 1.  | Arthur Chandler   | Anfallare | 1923–1935    | 419           | 273       |
| 2.  | Arthur Rowley     | Anfallare | 1920–1935    | 321           | 265       |
| 3.  | Jamie Vardy       | Anfallare | 2012–        | 401           | 167       |
| 4.  | Erine Hine        | Anfallare | 1926–1932    | 259           | 156       |
| 5.  | Derek Hines       | Anfallare | 1947–1961    | 317           | 117       |
| 6.  | Arthur Lochhead   | Forward   | 1925–1934    | 320           | 114       |
| 7.  | Gary Lineker      | Anfallare | 1978–1985    | 209           | 103       |
| 8.  | Mike Stringfellow | Ytter     | 1958–1973    | 344           | 97        |
| 9.  | Johnny Duncan     | Forward   | 1922–1930    | 295           | 95        |
| 10. | Jimmy Walsh       | Forward   | 1956–1964    | 199           | 91        |

- Äldsta målskytt i en match – Arthur Chandler (39 år 32 dagar), mot Southampton 1947
- Yngsta målskytt i en match – David Buchanan (16 år 192 dagar), mot Oldham Athletic 1979
- Flest mål i en match – Johnny Duncan mot Port Vale och Arthur Chandler mot Portsmouth, 6 mål vardera

- Dyraste värvning av en spelare – Youri Tielemans, £40 miljoner (från AS Monaco, år 2019)
- Dyraste försäljning av en spelare – Harry Maguire, £80 miljoner (till Manchester United, år 2019)

## Truppen[5]
Senast uppdaterad 15 augusti 2025.
| 1  | Polen                   | Jakub Stolarczyk | 19 december 2000 | Piast Chęciny (-21) |
| 31 | Bosnien och Hercegovina | Asmir Begović    | 20 juni 1987     | Everton (-25)       |
| 61 | England                 | Stevie Bausor    | 11 maj 2005      | Leicester City FC   |

| 2  | England    | James Justin       | 23 februari 1998 | Luton Town (-19)   |
| 3  | Belgien    | Wout Faes          | 3 april 1998     | Reims (-22)        |
| 4  | England    | Ben Nelson         | 18 mars 2004     | Leicester City FC  |
| 5  | Italien    | Caleb Okoli        | 13 juli 2001     | Atalanta (-24)     |
| 15 | Australien | Harry Souttar      | 22 oktober 1998  | Stoke City (-23)   |
| 16 | Danmark    | Victor Kristiansen | 16 december 2002 | FC Köpenhamn (-23) |
| 21 | Portugal   | Ricardo Pereira    | 6 oktober 1993   | Porto (-18)        |
| 23 | Danmark    | Jannik Vestergaard | 3 augusti 1992   | Southampton (-21)  |
| 26 | Mali       | Woyo Coulibaly     | 26 maj 1999      | Parma (-25)        |
| 33 | England    | Luke Thomas        | 10 juni 2001     | Leicester City FC  |
| 56 | England    | Olabade Aluko      | 30 november 2006 | Leicester City FC  |

| 8  | England    | Harry Winks        | 2 februari 1996   | Tottenham Hotspur (-23) |
| 11 | Marocko    | Bilal El Khannouss | 10 maj 2004       | Genk (-24)              |
| 17 | Bangladesh | Hamza Choudhury    | 1 oktober 1997    | Leicester City FC       |
| 22 | England    | Oliver Skipp       | 16 september 2000 | Tottenham Hotspur (-24) |
| 24 | Frankrike  | Boubakary Soumaré  | 27 februari 1999  | Lille (-21)             |
| 25 | England    | Louis Page         | 24 oktober 2008   | Leicester City FC       |
| 27 | Portugal   | Wanya Marçal       | 19 oktober 2002   | Leicester City FC       |
| 34 | England    | Michael Golding    | 23 maj 2006       | Chelsea (-24)           |
| 35 | Irland     | Kasey McAteer      | 22 november 2001  | Leicester City FC       |
| 36 | England    | Sammy Braybrooke   | 12 mars 2004      | Leicester City FC       |
| 37 | England    | Will Alves         | 4 maj 2005        | Leicester City FC       |
| 39 | England    | Silko Thomas       | 25 juni 2004      | Leicester City FC       |

| 7  | Ghana   | Abdul Fatawu          | 8 mars 2004       | Sporting CP (-24)       |
| 9  | Ghana   | Jordan Ayew           | 11 september 1991 | Crystal Palace (-24)    |
| 10 | England | Stephy Mavididi       | 31 maj 1998       | Montpellier (-23)       |
| 14 | Jamaica | Bobby De Cordova-Reid | 2 februari 1993   | Fulham (-24)            |
| 20 | Zambia  | Patson Daka           | 9 oktober 1998    | Red Bull Salzburg (-21) |
| 28 | England | Jeremy Monga          | 10 juli 2009      | Leicester City FC       |
| 65 | England | Jake Evans            | 21 augusti 2008   | Leicester City FC       |

### Utlånade spelare
| Nr | Land | Pos | Namn |
| -- | ---- | --- | ---- |

| Nr | Land | Pos | Namn |
| -- | ---- | --- | ---- |

## Tränarstab
| Namn            | Jobb                           |
| --------------- | ------------------------------ |
| Brendan Rodgers | Huvudtränare                   |
| Chris Davies    | Assisterande tränare           |
| Mike Stowell    | Hjälptränare & målvaktstränare |
| Adam Sadler     | Hjälptränare                   |
| Kolo Touré      | Hjälptränare                   |
| Glen Driscoll   | Fystränare                     |

## Akademin
Sedan 1920-talet har Leicester City bedrivit ungdomsfotboll. Men det är inte förrän på senare tid som en professionell akademi bedrivits. Akademin bedriver skolundervisning och fotboll, samt logi, bespisning och så vidare. Akademin är visserligen inte lika välkänd som Manchester Uniteds eller West Ham Uniteds men den har ändå producerat flera kända spelare. Akademichefen heter Jon Rudkin. Steve Beaglehole leder U-18-laget och Trevor Peake leder U-16-laget.
Lista med de mest kända akademiprodukterna:
- Peter Shilton
- Don Revie
- Gary Lineker
- Frank McLintock
- Emile Heskey
- Ben Chilwell
- Harvey Barnes

Andra anmärkningsvärda är David Nish, Steve Whitworth, Graham Cross och Sep Smith. De mest kända produkterna idag är Richard Stearman (i Wolverhampton Wanderers), Joe Mattock (i West Bromwich Albion) och Leicesters egen Andy King.

## Anmärkningsvärda spelare

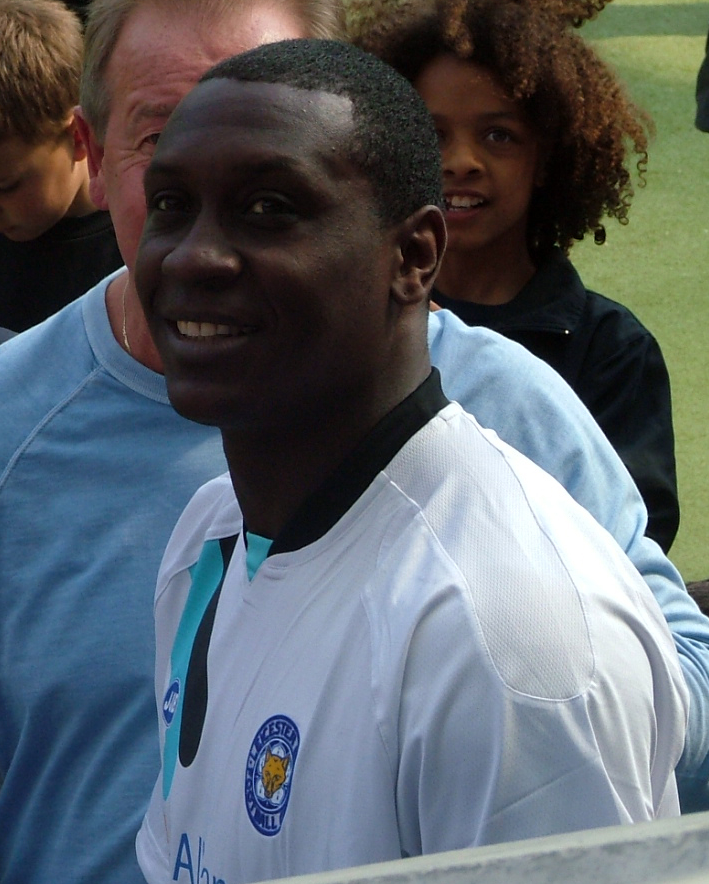
Emile Heskey, egenprodukt från akademin, spelade för Leicester mellan 1994 och 2000.

### Berömda spelare
- Gordon Banks 1959–1967
- Peter Shilton 1966–1974
- Gary Lineker 1976–1985
- Gary McAllister 1985–1990
- Emile Heskey 1994–2000
- Andy King 2006–2020
- Kasper Schmeichel 2011–2022
- Wes Morgan 2012–2021
- Jamie Vardy 2012–
- Riyad Mahrez 2014–2018
- Esteban Cambiasso 2014-15
- Marc Albrighton 2014–
- N'Golo Kanté 2015–2016
- Robert Huth 2015–2018
- Christian Fuchs 2015–2021
- James Maddison 2018–2023

### VM-spelare
Nedan finns spelare som spelat VM medan de var hos Leicester, VM-året inom parentes.
- John Anderson (1954)
- Willie Cunningham (1958)
- Ken Leek (1958)
- Gordon Banks (1962, 1966) - Banks vann VM med England 1966.
- John O'Neill (1982, 1986)
- Paul Ramsey (1986)
- Gary McAllister (1990)
- David Kelly (1990)
- Matt Elliott (1998)
- Kasey Keller (1998)
- Muzzy Izzet (2002)
- Riyad Mahrez (2014)
- Kasper Schmeichel (2018)
- Harry Maguire (2018)
- Jamie Vardy (2018)
- Shinji Okazaki (2018)
- Wilfred Ndidi (2018)
- Kelechi Iheanacho (2018)
- Ahmed Musa (2018)
- Adrien Silva (2018)
- Ricardo Pereira (2018)
- Yohan Benalouane (2018)
- James Maddison (2022)
- Nampalys Mendy (2022)
- Daniel Amartey (2022)
- Danny Ward (2022)
- Wout Faes (2022)
- Timothy Castagne (2022)
- Youri Tielemans (2022)

### Svenska spelare
| Namn                | År i klubben | Köptes från      | Såldes till     | Nu                                |
| ------------------- | ------------ | ---------------- | --------------- | --------------------------------- |
| Karl Gustafsson     | 1913         | Amatörkontrakt   | Amatörkontrakt  |                                   |
| Pontus Kåmark       | 1995–1999    | IFK Göteborg     | AIK             | Expertkommentator på Viasat Sport |
| Nils-Eric Johansson | 2005–2007    | Blackburn Rovers | AIK             | AIK                               |
| Patrik Gerrbrand    | 2005–2006    | Hammarby         | Fredrikstad FK  | Nacka FF                          |
| Astrit Ajdarevic    | 2009–2010    | Liverpool        | kontraktet revs | AEK Aten                          |

## Dyraste nyförvärv och försäljningar

### Topp 10 dyraste nyförvärv
Spelare i fet stil är fortfarande aktiva i Leicester City FC.
Senast uppdaterad 12 maj 2015
| Rank | Spelare           | Från                   | Datum           | Övergångssumma     |
| ---- | ----------------- | ---------------------- | --------------- | ------------------ |
| 1    | Leonardo Ulloa    | Brighton & Hove Albion | 22 juli 2014    | 8,91 miljoner pund |
| 2    | Andrej Kramaric   | Rijeka                 | 16 januari 2015 | 7,92 miljoner pund |
| 3    | Matt Mills        | Reading                | 1 juli 2011     | 4,66 miljoner pund |
| 4    | Gary Rowett       | Birmingham City        | 1 juli 2000     | 3,96 miljoner pund |
| 4    | Darren Eadie      | Norwich City           | 1 januari 2000  | 3,96 miljoner pund |
| 4    | James Scowcroft   | Ipswich Town           | 1 augusti 2001  | 3,96 miljoner pund |
| 4    | Matthew Jones     | Leeds United           | 1 juli 2001     | 3,96 miljoner pund |
| 8    | Ian Walker        | Tottenham Hotspur      | 1 juli 2001     | 3,3 miljoner pund  |
| 9    | Martyn Waghorn    | Sunderland             | 31 augusti 2010 | 3,17 miljoner pund |
| 10   | Jermaine Beckford | Everton                | 31 augusti 2011 | 2,99 miljoner pund |

### Topp 10 dyraste försäljningar
Senast uppdaterad 12 maj 2015
| Rank | Spelare        | Till              | Datum           | Övergångssumma      |
| ---- | -------------- | ----------------- | --------------- | ------------------- |
| 1    | N'golo Kante   | Chelsea           | 15 juli 2016    | 29,2 miljoner pund  |
| 2    | Emile Heskey   | Liverpool         | 1 februari 2000 | 14,52 miljoner pund |
| 3    | Neil Lennon    | Celtic            | 1 januari 2001  | 7,59 miljoner pund  |
| 3    | Matt Piper     | Sunderland        | 1 juli 2002     | 4,62 miljoner pund  |
| 5    | Gary Rowett    | Charlton Athletic | 1 juli 2002     | 4,62 miljoner pund  |
| 6    | Mark Draper    | Aston Villa       | 1 juli 1995     | 4,29 miljoner pund  |
| 7    | David Connolly | Wigan Athletic    | 1 augusti 2005  | 2,64 miljoner pund  |
| 8    | Matt Mills     | Bolton Wanderers  | 4 juli 2012     | 2,2 miljoner pund   |
| 9    | Julian Joachim | Aston Villa       | 1 juli 1996     | 1,85 miljoner pund  |
| 10   | Paul Kitson    | Derby County      | 1 mars 1992     | 1,76 miljoner pund  |